# Fiona Freckleton
Fiona Mary Emm Freckleton (Chelmsford, 6 de noviembre de 1960) es una deportista británica que compitió en remo.
Ganó una medalla de bronce en el Campeonato Mundial de Remo de 1991, en la prueba de dos sin timonel. Participó en los Juegos Olímpicos de Barcelona 1992, ocupando el séptimo lugar en el ocho con timonel.

## Palmarés internacional
| Campeonato Mundial | Campeonato Mundial | Campeonato Mundial | Campeonato Mundial |
| Año                | Lugar              | Medalla            | Prueba             |
| ------------------ | ------------------ | ------------------ | ------------------ |
| 1991               | Viena (Austria)    | Medalla de bronce  | Dos sin timonel    |